# West Hazleton, Pennsylvania
West Hazleton là một thị trấn thuộc quận Luzerne, tiểu bang Pennsylvania, Hoa Kỳ. Năm 2010, dân số của thị trấn này là 4594 người.